# P Cygni
P Cygni (34 Cyg) – gwiazda zmienna w gwiazdozbiorze Łabędzia. Oznaczenie „P” początkowo było przypisane przez Johanna Bayera w jego pracy pt. Uranometria jako Nowa klasyczna. Gwiazda znajduje się w odległości ok. 5000-6000 lat świetlnych (1500-1800 parseków) od Słońca, jest ona zmiennym hiperolbrzymem typu S Doradus, a jej typ widmowy to B1Ia+. Jest ona jedną z najjaśniejszych gwiazd Drogi Mlecznej.

## Widoczność
Pomimo swojej ogromnej odległości (5000-6000 lat świetlnych), gwiazda jest dostrzegalna gołym okiem w korzystnych warunkach. Nie była ona znana aż do końca XVI w., gdy nagle osiągnęła jasność +3 magnitudo. Po raz pierwszy zaobserwowana była 18 sierpnia (kalendarza gregoriańskiego) 1600 roku przez Willema Blaeu, holenderskiego astronoma, matematyka i kartografa. Wówczas otrzymała oznaczenie „P” i od tamtej pory nazwa gwiazdy pozostała do dziś. Po sześciu latach gwiazda stopniowa słabła, aż w roku 1626 przestała być widoczna gołym okiem. Rozjaśniła się ponownie w 1655, ale przed 1662 ponownie osłabła. Kolejne rozjaśnienie nastąpiło w 1665; od tamtej pory miały miejsce liczne wahania jej jasności. Od roku 1715 P Cygni była gwiazdą o jasności +5 magnitudo, u której następowały niewielkie wahania jasności. Obecnie jej jasność wynosi +4,8, która nieregularnie waha się o kilka setnych w skali dnia. Obserwowana jasność wzrasta o ok. 0,15 magnitudo w ciągu jednego wieku, co jest spowodowane powolnym spadkiem temperatury przy stałej jasności.
P Cygni nazywana była „permanentną nową” ze względu na spektralne podobieństwa oraz przez wyraźną utratę materii, a także uznawana była jako Nowa, będąca tzw. erupcyjną gwiazdą zmienną; jednak zachowanie gwiazdy już nie jest utożsamiane z procesami, zachodzącymi w prawdziwych Nowych.

## Błękitna gwiazda zmienna
P Cygni jest powszechnie uznawana za najstarszy przykład jasnej błękitnej gwiazdy zmiennej (chociaż ze względu na swoje właściwości różni się ona znacząco od klasycznego przykładu gwiazdy tego typu). Była ona w dużym stopniu niezmienna zarówno pod kątem jasności jak i widma od serii XVII-wiecznych serii dużych rozbłysków, podczas gdy typowa gwiazda LBV ukazuje powolne zróżnicowanie w okresie kilku lat bądź dekad, wraz z okazyjnymi rozbłyskami, podczas których gwiazda wykazuje znaczący spadek temperatury przy równoczesnym wzroście obserwowanej jasności, zachowując przy tym stosunkowo stałą ilość wytwarzanej energii.
Z drugiej strony, P Cygni wykazuje jedynie minimalne zróżnicowania spektralne oraz jasności, ale odbyła co najmniej dwie "gigantyczne erupcje"; podobne zjawisko wystąpiło jedynie w przypadku Eta Carinae (i prawdopodobnie garstki obiektów pozagalaktycznych).
P Cygni wykazuje dowody na wcześniejsze wielkie rozbłyski, które nastąpiły ok. 900, 2100 oraz prawdopodobnie 20 000 lat temu. W ostatnich stuleciach obserwowana jasność gwiazdy bardzo powoli wzrastała, a jej temperatura malała. Zjawisko to było zinterpretowane jako spodziewany trend ewolucyjny gwiazdy na jej drodze do stadium czerwonego nadolbrzyma.

## Ewolucja
Niebieskie gwiazdy zmienne typu P Cygni są bardzo rzadkie, a ich czas życia jest krótki. Formują się jedynie w rejonach galaktyki, w których występuje intensywne formowanie nowych gwiazd. Gwiazdy LBV są bardzo masywne i energiczne (zazwyczaj 50 razy cięższe od Słońca i dziesiątki tysięcy razy jaśniejsze), jednak wyczerpują swoje paliwo jądrowe bardzo szybko. Świecą tylko przez kilka milionów lat (w porównaniu do kilku miliardów lat w przypadku Słońca), po czym eksplodują jako supernowa. Supernowa SN 2006gy, której wybuch nastąpił w sierpniu 2006 roku
 była prawdopodobnie wybuchem gwiazdy typu LBV podobnej do P Cygni, ale znajdującej się w odległej galaktyce. Uważa się, że po zakończeniu ciągu głównego P Cygni natychmiast przejdzie do etapu spalania powłoki wodoru.
Została ona wybrana na potencjalnego kandydata na Supernową typu IIb w wyniku modelowania dalszego losu gwiazd o masie od 20 do 25 mas Słońca (uwzględniając, że przed wybuchem gwiazda osiągnie finalnie status gwiazdy LBV).

## Profil P Cygni
Od nazwy P Cygni pochodzi określenie cechy spektroskopowej zwanej „profilem P Cygni”, gdzie obecność zarówno absorpcji jak i emisji w profilu tych samych linii widmowych wskazuje na istnienie gęstego wiatru gwiazdowego. Poniebieszczona część absorpcyjna profilu powstaje w materii znajdującej się na linii widzenia pomiędzy obserwatorem a tarczą gwiazdy. Emisja powstaje w części wiatru nie znajdującej się na linii widzenia pomędzy obserwatorem a gwiazdą. Profile te są użyteczne w badaniu wiatrów gwiazdowych w wielu typach gwiazd. Są one często wykorzystywane jako wskaźniki błękitnych gwiazd zmiennych, chociaż występują one także w innych typach gwiazd.

## Gwiazda towarzysząca
Przypuszcza się, że erupcje na P Cygni mogą być spowodowane przez transport masy do hipotetycznej gwiazdy podwójnej typu widmowego B. Taka gwiazda prawdopodobnie posiadałaby masę rzędu od 3 do 6 mas Słońca i obiegałaby P Cygni w ciągu 7 lat po bardzo ekscentrycznej orbicie. Spadanie materii na drugą gwiazdę może doprowadzić do uwolnienia grawitacyjnej energii, z której część byłaby w stanie doprowadzić do wzrostu jasności układu gwiazd.